# Hervé Le Cléac'h
Pour les articles homonymes, voir Le Cléac'h.
Pour l’article ayant un titre homophone, voir Cléach.
Hervé Marie Le Cleac'h, né le 11 mars 1915 à Dinéault dans le Finistère et mort le 13 août 2012 à Papeete en Polynésie française, est un évêque catholique français, évêque de Taiohae ou Tefenuaenata, en Polynésie de 1973 à 1986.

## Biographie
Hervé Marie Le Cleac'h est ordonné prêtre le 18 décembre 1943 pour la congrégation des  Sacrés-Cœurs de Jésus et de Marie.
Il est nommé évêque de Taiohae dans les îles Marquises en Polynésie française le 1er mars 1973 par Paul VI, et est consacré le 24 juin suivant par Michel Coppenrath, archevêque de  Papeete. Excellent connaisseur de la langue et de la culture des Marquises, il traduit la Bible en marquisien.
Son nom marquisien est « Teikimeiteaki a Punatete » le prince qui vient du ciel.
Le 29 mars 1985, le pape lui donne un coadjuteur en la personne de Guy Chevalier qui lui succède le 31 mai 1986.
Il est le grand-oncle du navigateur français Armel Le Cléac'h.